# Sersell
Sersell (o a vegades alternativament Xerxell, àrab: شرشال, Xarxāl; francès: Cherchell, abans Cherchel) és un port de la província de Tipaza, a Algèria, uns 95 km a l'oest d'Alger. És capital del districte de Cherchell. Apareix al cens del 1998 amb una població de 24.400 habitants. Abans formà part del departament d'Orléansville (des de 1962 al-Asnam).

## Demografia
La seva població històrica és:
| Any  | Població |
| ---- | -------- |
| 1901 | 9.000    |
| 1926 | 11.900   |
| 1931 | 12.700   |
| 1936 | 12.700   |
| 1954 | 16.900   |
| 1966 | 11.700   |
| 1987 | 18.700   |
| 1994 | 22.000   |
| 1998 | 24.400   |

## Personatges
- Macrí (vers 165-218): primer emperador romà sorgit de l'orde eqüestre, d'origen maure.
- Priscià de Cesarea, gramàtic del segle vi
- Assia Djebar (1936-2015), primera dona d'origen estranger a l'Acadèmia Francesa
- Fatima Besnaci-Lancou (1954-), escriptora
- Baaziz (1963-), cantant
- Cheb Bilal (1966-), cantant

## Història
El fenicis van fundar en aquest lloc una factoria que van anomenar Iol, que després va quedar en mans dels cartaginesos. Després de la Segona Guerra Púnica, Iol va restar en mans dels cartaginesos però Jugurta la va conquerir; durant la guerra de Jugurta va passar als reis de Mauritània a finals del segle ii aC. El rei Juba II, nomenat com a rei a Mauritània per August, la va rebatejar Cesarea, i hi va construir diversos momuments i obres d'art. A la mort del rei Ptolemeu de Mauritània (23-40) a mans de Calígula (que es volia apoderar de les seves riqueses) el va succeir Edemó Edemó, que fou privat del regne l'any 42 i l'emperador Claudi. Mauritània va esdevenir dues províncies imperials separades pel riu Mulucha: a l'oest la Mauritània Tingitana (Mauretania Tingitana) i a l'est la Mauritània Cesariense (Mauretania Cesariensis) del nom de Cesaera; la ciutat va esdevenir colònia romana (Colonia Claudia Caesarea) i va assolir una gran extensió i al segle ii hauria arribat als 40.000 habitants i el seu recinte tenia un perímetre de 8 km. Durant la revolta de Firm (371) va ser incendiada el que va accelerar la decadència ja iniciada al segle iii. Entre el 314 i el 484, quatre bisbes catòlics i un donatista van dirigir la seu local; allí va néixer la santa catòlica Marciana (la seva festa el 9 de gener) que fou executada a Cesarea a mans d'un brau i un lleopard per haver vandalitzat una estàtua de la deessa Diana. Als primers anys del segle v fou saquejada pels vàndals. El 535 fou recuperada pels romans d'Orient i encara que es va recuperar ja no va recobrar la seva antiga prosperitat.
Va caure en mans dels musulmans en data desconeguda, però a l'inici del segle viii; el nom Sharshal deriva de Cesarea, en l'entonació del dialecte local amazic. Al-Bakrí parla del moll i de les ruïnes de la ciutat ara deshabitada, excepte alguns ribats on s'acumulava la gent. Al-Idrisi en canvi l'esmenta com una vila petita però habitada amb la rodalia ocupada per famílies beduïnes. Lleó l'Africà assegura que mai va deixar d'estar poblada almenys des de la conquesta àrab. Va passar a mans de les diverses dinasties que es van disputar el Magreb central.
El 1144 va patir un atac dels normands de Sicília. Després de la caiguda dels almohades va passar als abdalwadites de Tlemcen. Els maghrawa Awlad Mandil hi van governar des de la meitat del segle xiii però els abdalwadites els van expulsar el 1295; el 1300 els abdalwadites van perdre Cherchell davant els marínides del Marroc que van restaurar efímerament als Awlad Mandil, que alternativament la van tornar a governar fins que va reconèixer l'autoritat dels zayyànides o abdalwadites sota Abu-Thàbit I vers 1352.
Al segle xv s'hi van establir els moriscs expulsats de l'Àndalus pels castellans i haurien construït fins a 2000 cases a la població. Als primers anys del segle xvi un corsari turc de nom Kara Hasan s'hi va instal·lar però fou expulsat per Arudj que se'n va fer l'amo i hi va deixar una guarnició (1520). La derrotar de Khayr al-Din pels cabilencs va alliberar la ciutat del domini turc però el domini fou restablert el 1528 de manera definitiva. Un atac castellà per ocupar la ciutat i convertir-la en base d'operacions contra la ciutat d'Alger (1531) va fracassar. Durant el domini turc fou una ensopida ciutat de província sense activitat i en plena decadència. Mai va passar dels 2.500 o 3.000 habitants. Molts habitants es dedicaven a la pirateria i algunes de les seves incursions van causar una represalia de Duquesne el 1682. El 1738 va patir un greu terratrèmol.
L'autoritat otomana s'exercia a través d'un caid assistit per deu notables i amb el suport d'una guarnició amb quarter al Wadi al-Hashim, prop de la ciutat. La influent família local marabútica dels Ghubrini (originària del Marroc) era el principal suport dels otomans, fins que al segle xix s'hi van enfrontar i al-Hajj ibn Awda al-Ghubrini fou mort per orde del dey turc i els seus parents es van haver de refugiar a la regió de Dahra; quan els turcs van ser eliminats pels francesos el 1830, els Ghubrini van retornar i van prendre el poder a la ciutat i la seva regió, però se'ls va oposar una altra família marabútica, els Brakna, que vivien entre la tribu Banu Manasir. Finalment Abd el-Kader, que ja havia instal·lat un khalifa o delegat a Miliana, va imposar a la població a sotmetre's a la seva autoritat i va intentar revifar el port i recuperar l'activitat corsària. Un vaixell de Cherchell va atacar un vaixells francès i llavors el governador general Valée va decidir ocupar la ciutat (1840) i hi va instal·lar un centenar de famílies europees. El 1850 l'establiment ja tenia més d'un miler d'habitants.
El 21 i 22 d'octubre de 1942 es va fer a la ciutat la conferència de Cherchell entre el general americà Clark i els caps de la resistència per preparar l'operació Torxa. A Cherchell va estar de 1943 a 1945 l'Escola Especial Militar de Saint Cyr. Després de la independència va esdevenir escola inter-armes de l'exèrcit algerià. Important lloc turístic per les seves ruïnes púniques, romanes i àrabs (incloent la mesquita de les 100 columnes amb, en realitat, 89 columnes), el conflicte intern no ha permès el desenvolupament d'aquesta activitat.